# Andrea Del Bianco
Andrea Del Bianco (Pesaro, 14 marzo 1969) è un allenatore di calcio ed ex calciatore italiano, di ruolo centrocampista.

## Carriera

### Giocatore
Cresce nel Cesena, cui rimane legato fino al 1998 alternando campionati in bianconero in Serie A e prestiti a squadre di Serie C quali la Triestina, il Montevarchi (per tre volte) e la Carrarese. Una volta lasciati i romagnoli gioca con il Pisa, Vis Pesaro e San Marino

### Allenatore
Dopo una collaborazione con il Bari, viene assunto come vice-allenatore del Gubbio nel gennaio 2006. Inizia l'impiego di allenatore della formazione Berretti del Cesena nel 2007.Dal 2009 fa parte della squadra di allenatori della Polisportiva Forza Vigne. Dal 1º marzo 2010 ha allenato la Società Polisportiva La Fiorita, squadra del campionato sammarinese; ha terminato il suo incarico nel giugno 2011.

### Post carriera
Ad oggi è fondatore e titolare di un'azienda di apparecchiature di terapia medica a domicilio, FisioHome.

## Palmarès
- Campionato italiano Serie C2: 1

Pisa: 1998/1999